# Osoyoos
Osoyoos est une ville canadienne de la Colombie-Britannique située dans la Vallée de l'Okanagan.

## Situation
La ville d'Osoyoos est située dans la vallée de l'Okanagan en Colombie-Britannique, juste au nord de la frontière de l'État de Washington. Avec un climat semi-aride, Osoyoos bénéficie d'un microclimat exceptionnel. On trouve souvent dans les vallons sablonneux des serpents à sonnettes, des scorpions et des veuves noires.
Le lac d'Osoyoos est considéré comme le plus chaud du Canada (env. 24 °C) et durant l'été, c'est souvent le point le plus chaud du Canada. Malgré le climat très sec (318 mm par an), les cultures sont assurées par une bonne irrigation. Étant la dernière ville au sud de la Vallée de l'Okanagan, un poste frontalier est ouvert 24 heures sur 24 pour se rendre dans l'État de Washington (Oroville).

## Climat
| Mois                                  | jan.       | fév.      | mars       | avril     | mai       | juin     | jui.      | août      | sep.      | oct.      | nov.       | déc.       | année        |
| ------------------------------------- | ---------- | --------- | ---------- | --------- | --------- | -------- | --------- | --------- | --------- | --------- | ---------- | ---------- | ------------ |
| Température minimale moyenne (°C)     | −3,8       | −2,9      | −0,3       | 3,6       | 7,9       | 11,6     | 14,3      | 13,5      | 8,9       | 3,5       | −0,6       | −3,5       | 4,3          |
| Température moyenne (°C)              | −0,9       | 1,9       | 6,6        | 10,9      | 15,6      | 19,2     | 22,9      | 22,3      | 17,3      | 10        | 3,4        | −0,7       | 10,7         |
| Température maximale moyenne (°C)     | 2          | 6,7       | 12,5       | 18,1      | 23,1      | 26,8     | 31,5      | 31,1      | 25,6      | 16,4      | 7,1        | 2          | 17           |
| Record de froid (°C) date du record   | −26,1 1969 | −22 1989  | −17,8 1955 | −7,8 1975 | −3,9 1954 | 0,6 1976 | 5,6 1971  | 4 2000    | −2,2 1960 | −9,8 2002 | −22,5 1985 | −26,1 1990 | −26,1 1990   |
| Record de chaleur (°C) date du record | 17,5 1989  | 16,2 1995 | 25,4 1994  | 30,6 1977 | 36,1 2005 | 45 2021  | 42,8 1998 | 41,7 2001 | 37,5 1998 | 28,9 1975 | 21 1990    | 14,5 2007  | 45 29/6/2021 |
| Précipitations (mm)                   | 28,8       | 22,3      | 24         | 24,2      | 37,1      | 41,7     | 24,6      | 17,3      | 14,9      | 18,6      | 33,8       | 35,8       | 323,2        |
| dont neige (cm)                       | 14,6       | 4,6       | 1,7        | 0,1       | 0         | 0        | 0         | 0         | 0         | 0,1       | 5,7        | 17         | 43,8         |
| Nombre de jours avec précipitations   | 12         | 9,2       | 9,9        | 9,7       | 10,4      | 10,2     | 6,7       | 5,5       | 5,2       | 7,8       | 12,2       | 12,3       | 111,1        |
| Humidité relative (%)                 | 73         | 58,3      | 42,7       | 33,9      | 34,4      | 35,5     | 28,8      | 30,4      | 36,1      | 47,8      | 65,5       | 73,1       | 46,6         |
| Nombre de jours avec neige            | 6,7        | 2,7       | 1,1        | 0,1       | 0         | 0        | 0         | 0         | 0         | 0,1       | 2,7        | 7,6        | 20,9         |

| Diagramme climatique                                  |             |            |             |             |              |              |              |             |             |             |           |
| J                                                     | F           | M          | A           | M           | J            | J            | A            | S           | O           | N           | D         |
| 2−3,828,8                                             | 6,7−2,922,3 | 12,5−0,324 | 18,13,624,2 | 23,17,937,1 | 26,811,641,7 | 31,514,324,6 | 31,113,517,3 | 25,68,914,9 | 16,43,518,6 | 7,1−0,633,8 | 2−3,535,8 |
| Moyennes : • Temp. maxi et mini °C • Précipitation mm |             |            |             |             |              |              |              |             |             |             |           |

## Toponyme
Le nom de la ville tire son nom de la tribu autochtone des Osoyoos qui habitent la région. Osoyoos signifie « Rétrécissement des eaux » en langue autochtone de la région.

## Économie
Les terres cultivées et le climat agréable (sec, chaud et ensoleillé) de la ville d'Osoyoos attirent chaque été un grand nombre de Québécois. Ils constituent la majeure partie de la main d'œuvre des fermes. Majoritairement constituée de terres cultivables, on y trouve principalement des cerises, des pêches, des raisins (vignobles) et des pommes.

## Démographie
La majorité des propriétaires de fermes sont d'origine pendjabis, d'une région aujourd'hui partagée entre l'Inde et le Pakistan. Les patrons pendjabis et leurs employés québécois où mexicains se trouvent donc à communiquer du mieux qu'ils peuvent dans leur langue seconde, ce qui donne lieu à un intéressant mélange des cultures.
| 2001  | 2006  | 2011  | 2016  |
| ----- | ----- | ----- | ----- |
| 4 295 | 4 752 | 4 845 | 5 050 |